# 原田泰治
原田 泰治（はらだ たいじ、1940年4月29日 - 2022年3月2日）は、日本の画家・グラフィックデザイナー。

## 人物
長野県諏訪市生まれ。同県下伊那郡伊賀良村（現・飯田市）で育つ。長野銀行では、原田デザインの通帳とキャッシュカードがある。「夢の里」という愛称で顧客からの人気が高い。さだまさしと親交が深く、原田の絵を題材にしたさだの楽曲もある。

## 略歴
- 1940年:4月29日、長野県諏訪郡上諏訪町（現・諏訪市）に生まれる。1歳児のとき小児麻痺にかかり両足が不自由になる。
- 1944年:開拓農民として一家で長野県下伊那郡伊賀良村（現・飯田市）に移住し、少年時代の10年間を過ごす。この間の家族や自然のぬくもりにつつまれた日々の経験が、［原田泰治の世界］の原点となる。
- 1953年:父親が諏訪市で看板業を再開。諏訪市に戻り、諏訪市立上諏訪中学校に転校。
- 1956年:長野県諏訪実業高等学校定時制に入学。油彩画を描き始める。在学中に全国ポスターコンクールで2度入賞し、グラフィックデザイナーになることを決意する。
- 1960年:武蔵野美術大学洋画科に入学し、油彩画を学ぶ。 翌年、武蔵野美術短期大学商業デザイン科に再入学[1] し、商業デザインを学ぶ。
- 1963年:短大卒業後、故郷の諏訪市に戻り、翌年ホーコードーデザインスタジオを開設し、デザイナーとして活動を始める。
- 1965年:デザインの仕事の合間に、伊賀良村で過ごした少年時代をテーマに絵を描き始める。
- 1973年:旧ユーゴスラビアの素朴画家イワン・ラブジンを新聞記事で知り、‟心の生計を立てるために描く“という生き方と作品に感銘を受け、素朴画家を志す。
- 1980年:第29回小学館絵画賞を受賞。
- 1982年:朝日新聞日曜版に「原田泰治の世界展」を連載開始し、並行して全国で個展をする。
- 1989年:アメリカ合衆国各地で展覧会を開催。
- 1994年:原田原作の絵本『さだおばさん』が東宝より、さだまさし監督、吉田日出子で映画化される。
- 1997年:長野冬季オリンピック競技大会での文化芸術祭に参加、「ふるさと四季の風‐原田泰治の世界展」出展。

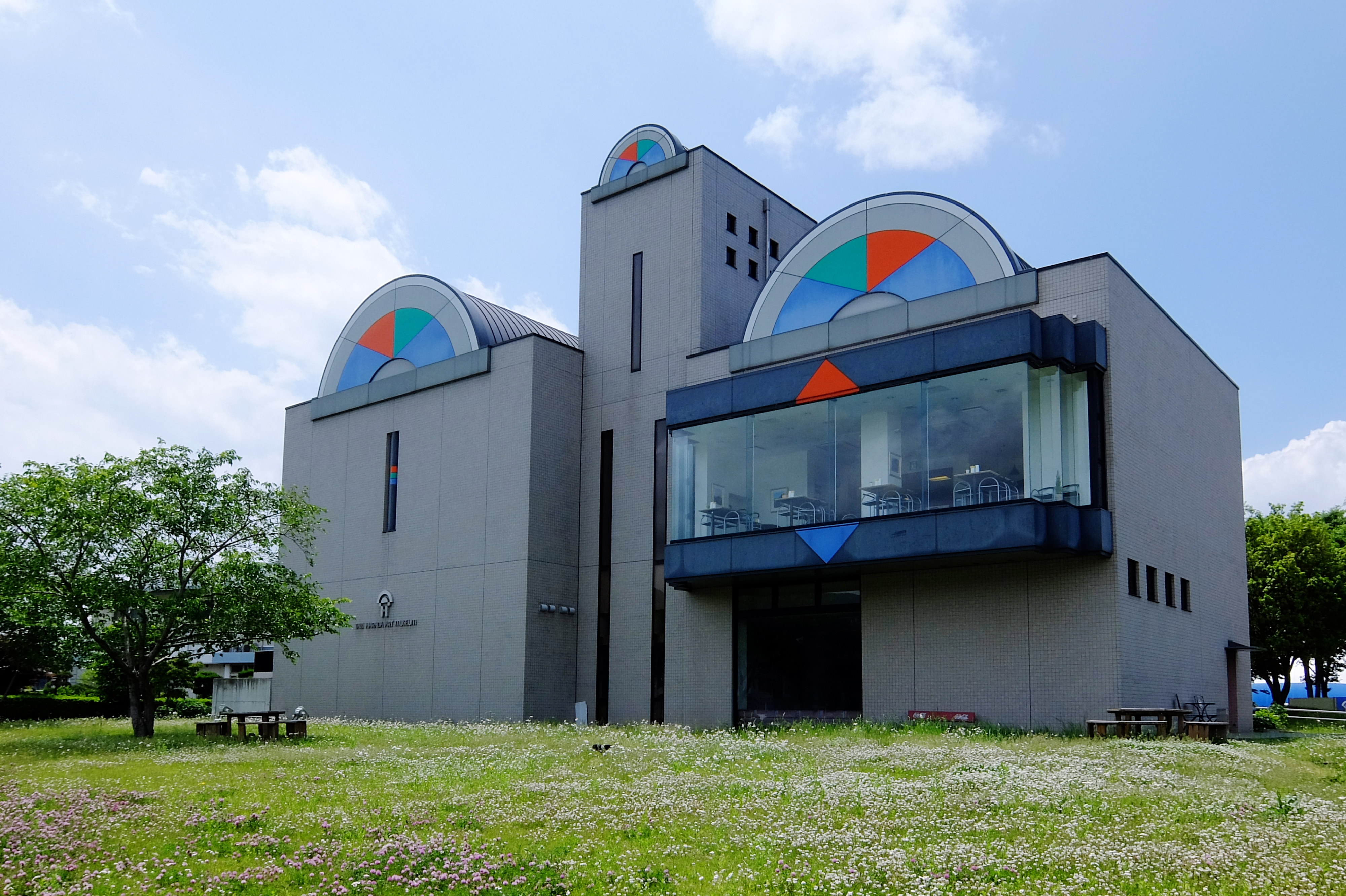
諏訪市原田泰治美術館

- 1998年:諏訪湖のほとりに諏訪市原田泰治美術館（名誉館長さだまさし）がオープン[2]。
- 1999年:紺綬褒章受章。
- 2000年:日本の全国各地20か所で「日本の童謡・唱歌100選展」開催。
- 2004年:原田の作品の世界をパッチワークキルトで表現する原田泰治美術館主宰の公募展「第一回　絵画キルト大賞」が始まり、以後毎年開催されている。同館での受賞作品展では大賞、優秀賞など受賞作品と原田の原画が並べて展示されたが原田の死去に伴い2022年4月を以て終了。
- 2008年:上田電鉄1000系電車のラッピング電車「自然と友だち」のデザインを担当。

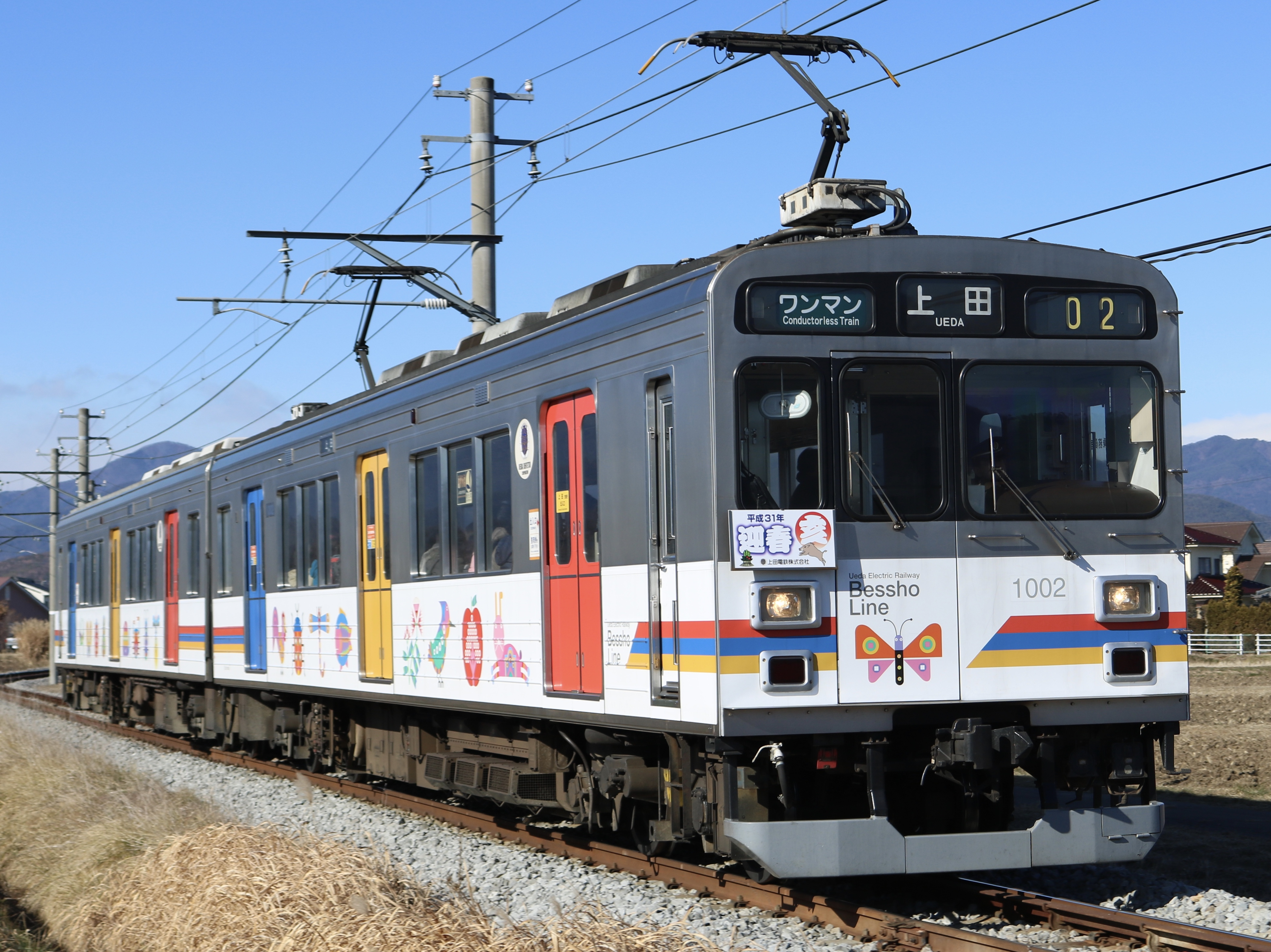
1002編成「自然と友だち１号」(2019年1月)
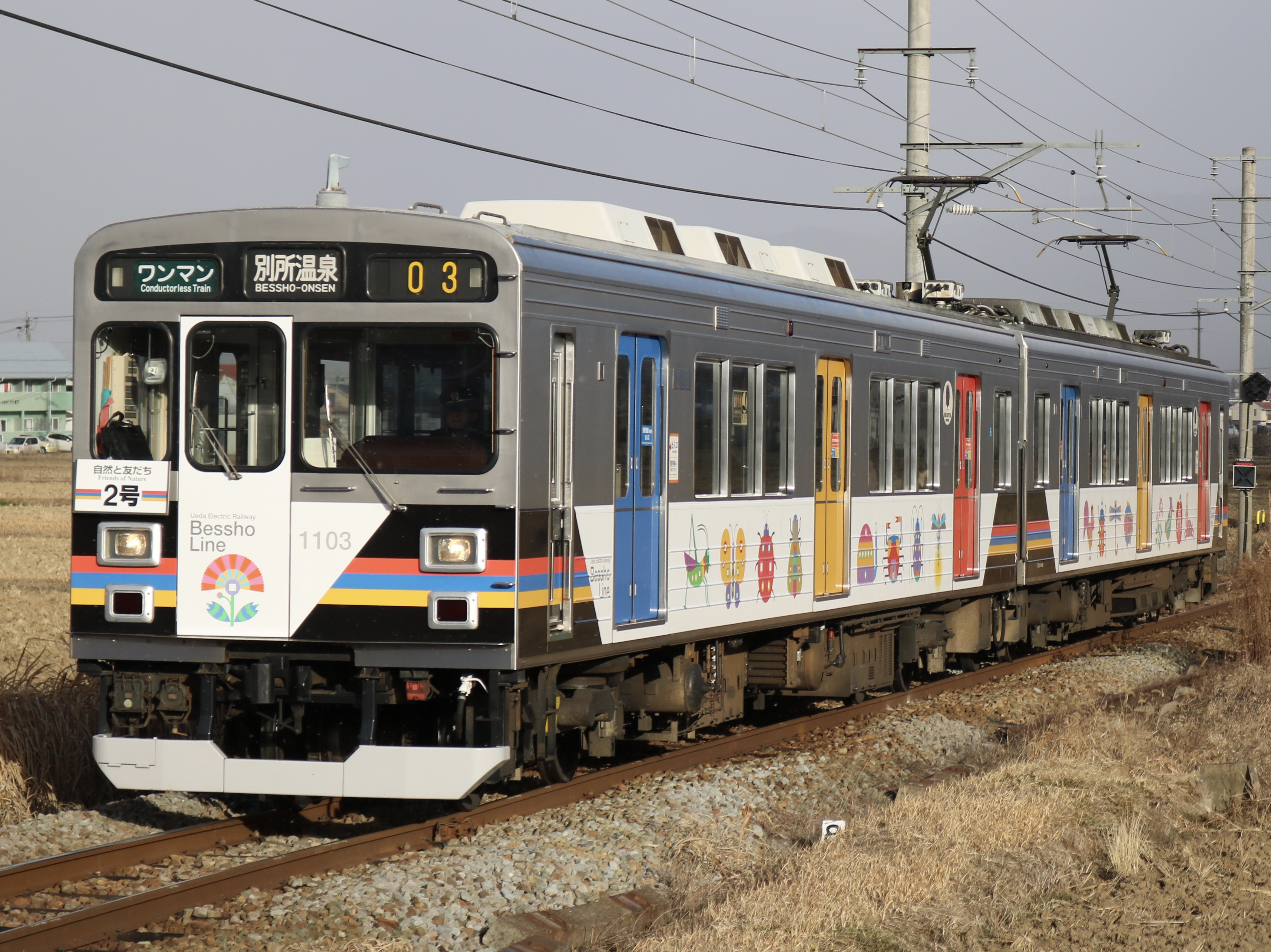
1003編成「自然と友だち2号」(2018年12月)

- 2009年時点で日本グラフィックデザイナー協会会員、クロアチア共和国ナイーブ美術協会名誉会員、中国・上海金山農民画協会会員を務めていた。
- 2012年1月25日発売の竹内まりやのシングル『いのちの歌』のCDジャケットに、原田の作品「田植えの子供たち」が使用された[3][4]。
- 2012年、長野日報の題字のデザインを手掛けた｡
- 2022年3月2日午後11時37分、悪性リンパ腫のため長野県茅野市の病院で死去[5][6]。81歳没。

## 主な作品集
彼の作品は素朴画(ナイーブ・アート）と呼ばれるもので、日本の美しい風景を描いているのが特徴である。人物の顔には目・まゆ・鼻・口が描かれていないことが多い。
- 『ふるさとの詩 - 原田泰治の世界』（朝日文庫:1988年）ISBN 978-4022605047
- 『原田泰治自選画集』(講談社:1991年) ISBN 978-4062049405
- 『紙ふうせん - 原田泰治素朴画の世界』(講談社:1982年)ISBN 978-4061281486
- 『原田泰治 心のふる里を描く - ぼくの「夢」・「道」・「詩」・「風」』（講談社カルチャーブックス講談社:1991-年）ISBN 978-4061980358
- 『鳥の目、虫の目 日本の旅 - 原田泰治の世界』(トランスアート:1999年)ISBN 978-4887521094

共著
- 谷内六郎 文・絵、代田昇 文、原田泰治 絵『海の子山の子』(信州くるまいすの会:1975年)国立国会図書館

絵本
- 『とうちゃんのトンネル』(ポプラ社:1999年)ISBN 978-4591005279
- 『さだおばさん』(講談社:1994年)ISBN 978-4062072786
- 『やまのおみやげ』(ポプラ社:2012年)ISBN 978-4591129845
- 『やまざくらの詩（うた）』(講談社:1996年)ISBN 978-4062079761（詩：さだまさし）
- 『こすもすの詩』(講談社:1996年)（詩：さだまさし）ISBN 978-4062079754

### CM
- 日本火災（出演時期不明）
- 日本香堂「毎日香」（2011年3月〜2011年8月、ナレーターとして。2011年3月11日の東北地方太平洋沖地震発生以降、6代目三遊亭円楽がナレーターを務めていたCMが事実上自粛となったことに伴い、自身が選考委員長を務める絵画コンクール「子ども絵画館」で受賞した作品をアトランダムに放送している画面にナレーションを入れていた[注 1]。）